# Vollenhovia brachycera
Vollenhovia brachycera é uma espécie de formiga do gênero Vollenhovia, pertencente à subfamília Myrmicinae.